# Peripteros

Ritning av ett peripteralt tempel.

Peripteros, peripteralt tempel, (ὁ περίπτερος ναός, det "omkringvingade" templet) är ett klassiskt tempel vars cella i sin helhet, det vill säga på alla fyra sidorna, är omgiven av en rad av kolonner (kolonnad). Exempel på peripteros är Hefaisteion från 400-talet f.Kr. och Tempietto från 1500-talet e.Kr.